# Лоскутова, Раиса Михайловна
Раиса Михайловна Лоскутова (Коптева) (24 ноября 1928, село Липовка, теперь Оханского района Пермского края, России — 5 января 2013)  — украинская советская деятельница, новатор производства, прядильщица первой прядильной фабрики Херсонского хлопчатобумажного комбината Херсонской области. Депутат Верховного Совета УССР 6-го созыва. Герой Социалистического Труда (1960).

## Биография
Родилась 24 ноября 1928 года в деревне Липовка, Оханского района Пермского края в русской крестьянской семье.
С 1931 года, в трёхлетнем возрасте, Р. М. Лоскутова была воспитанницей детского дома. С 1943 по 1944 годы проходила обучение в школе фабрично-заводского обучения при хлопчатобумажном комбинате «Парижская коммуна» в городе Наволоки Ивановской области. С 1944 года в период Великой Отечественной войны, в возрасте шестнадцати лет, Р. М. Лоскутова начала свою трудовую деятельность ватерщицей и прядильщицей прядильной фабрики хлопчатобумажного комбината «Парижская коммуна» города Наволоки Ивановской области. 
С 1954 года переехала в город Кривой Рог Днепропетровской области Украинской ССР: с 1954 по 1956 годы работала официанткой в местной столовой. 
С 1956 года переехала в город Херсон: с 1956 по 1972 годы, в течение шестнадцати лет, Р. М. Лоскутова работала — прядильщицей первой прядильной фабрики Херсонского хлопчатобумажного комбината Херсонской области Украинской ССР. Р. М. Лоскутова постоянно перевыполняла плановые показатели: при норме обслуживания в 1000 веретен, она обслуживании — 1462 веретена, выполняя при этом каждый месяц норму выработки в среднем на — 107,5 %, при этом количество выпускаемой продукции не сказывалось на его высоком качестве. 
7 марта 1960 года Указом Президиума Верховного Совета СССР «в ознаменование 50-летия Международного женского дня, за выдающиеся достижения в труде и особо плодотворную общественную деятельность» Раиса Михайловна Лоскутова была удостоена звания Героя Социалистического Труда с вручением ордена Ленина и золотой медали «Серп и Молот».
С 1972 по 1981 годы работала в должности — контролёра качества в отделе технического контроля первой прядильной фабрики Херсонского хлопчатобумажного комбината. Помимо основной деятельности занималась и общественно-политической работой: избиралась депутатом Верховного Совета Украинской ССР 6-го созыва по Херсонскому первому округу № 399. 
После выхода на заслуженный отдых жила в городе Херсоне.
Скончалась 5 января 2013 года в Херсоне.

## Награды
- Медаль «Серп и Молот» (07.03.1960)
- Орден Ленина (07.03.1960)
- Медаль «За доблестный труд в Великой Отечественной войне 1941—1945 гг.»